# Grove, Oxfordshire
Grove är en ort och civil parish i Storbritannien.   Den ligger i grevskapet Oxfordshire och riksdelen England, i den södra delen av landet, 90 km väster om huvudstaden London. Grove ligger 76 meter över havet och antalet invånare är 18 312.
Terrängen runt Grove är platt. Runt Grove är det ganska tätbefolkat, med 207 invånare per kvadratkilometer. Närmaste större samhälle är Oxford, 19,5 km nordost om Grove. Trakten runt Grove består till största delen av jordbruksmark.